# Günter Rinnhofer
Günter Rinnhofer (* 1945 in Chemnitz) ist ein deutscher Fotograf.

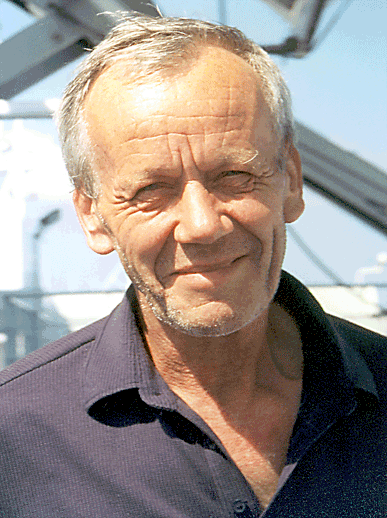
Günter Rinnhofer ca. 2002

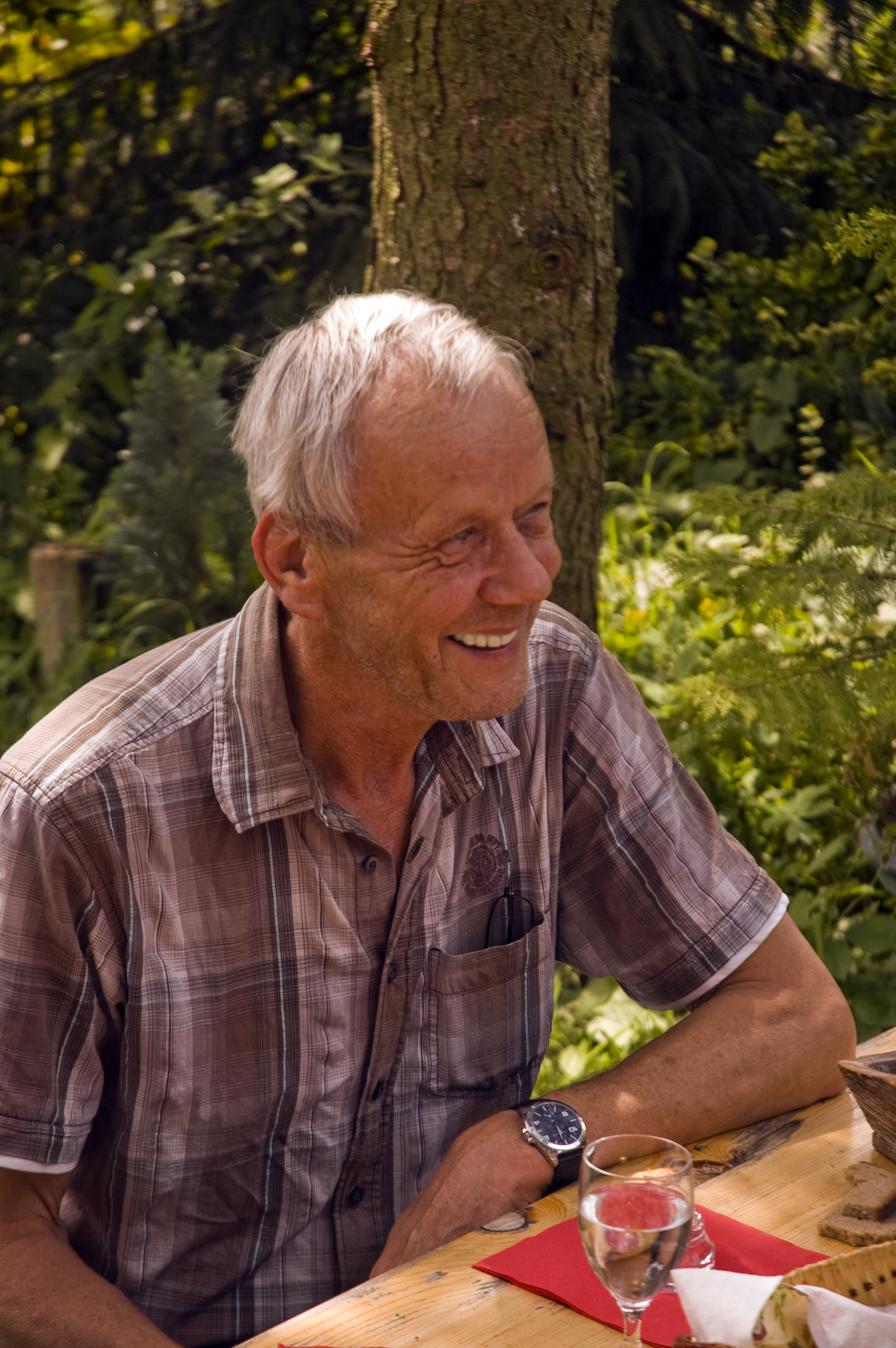
2009

## Leben
Seit den frühen 1960er-Jahren übte Rinnhofer den erlernten Beruf des Oberpräparators für Entomologie in Eberswalde aus, wo er noch heute lebt. Seit 1984 ist er freiberuflicher Fotograf und Bildjournalist.
In den in der DDR verbreiteten Fachzeitschriften Fotokino-Magazin und Fotografie waren regelmäßig, meist monatlich, seine Bilder vertreten. Günter Rinnhofer hat Beiträge zu zahlreichen Buchveröffentlichungen beigesteuert und zwei eigene Bücher herausgegeben. Spezialgebiete sind Tier- und Naturfotografie, speziell Aufnahmen von Insekten und Vögeln. Landschaftsaufnahmen aus seiner Heimat Eberswalde und der nahen Umgebung gehören ebenfalls zu seinen fotografischen Arbeitsschwerpunkten. Außerdem beschäftigte er sich mit Aktfotografie. Bekannt wurde sein Zitat: „Ein Aktfoto ist dann gut, wenn das Model es beim Geburtstag der Großmutter am Kaffeetisch rumzeigt und die Anwesenden es gut finden“.

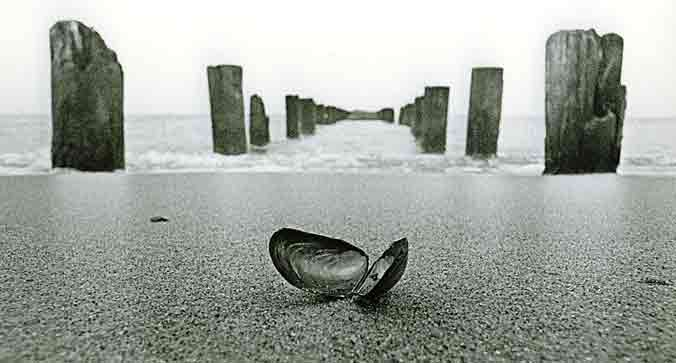
Die Muschel

Er hatte Personalausstellungen in Berlin, Chemnitz, Gorzów (Polen), Plauen/Vogtland, Frankfurt (Oder), Prerow/Darß und mehrmals in Eberswalde und nahm erfolgreich an FIAP-Ausstellungen in Deutschland, Spanien, Polen, Ungarn und der Sowjetunion teil. Für seine Bilder hat er außerdem zahlreiche Auszeichnungen erhalten. 1982 gewann Günter Rinnhofer zwei Preise bei der seit 1975 stattfindenden, von Klaus Ender initiierten Ausstellungsreihe „Akt und Landschaft“ mit seinen Bildern „Die Muschel“ und „Morgentoilette im Balt-Orient-Express“. Bei der FIAP-Weltausstellung in Reus errang er 1984 einen 3. Platz. Sein auch international bekanntestes und erfolgreichstes Foto ist „Die Muschel“, das mehrfach international ausgezeichnet wurde.
Sein Bildarchiv umfasst mehr als 30.000 Dias und Negative.
Günter Rinnhofer arbeitet als „Handwerker der alten Schule“ ausschließlich mit Analogtechnik, nur selten mit elektronischen Kameras (Innenlichtmessung).

## Zitate

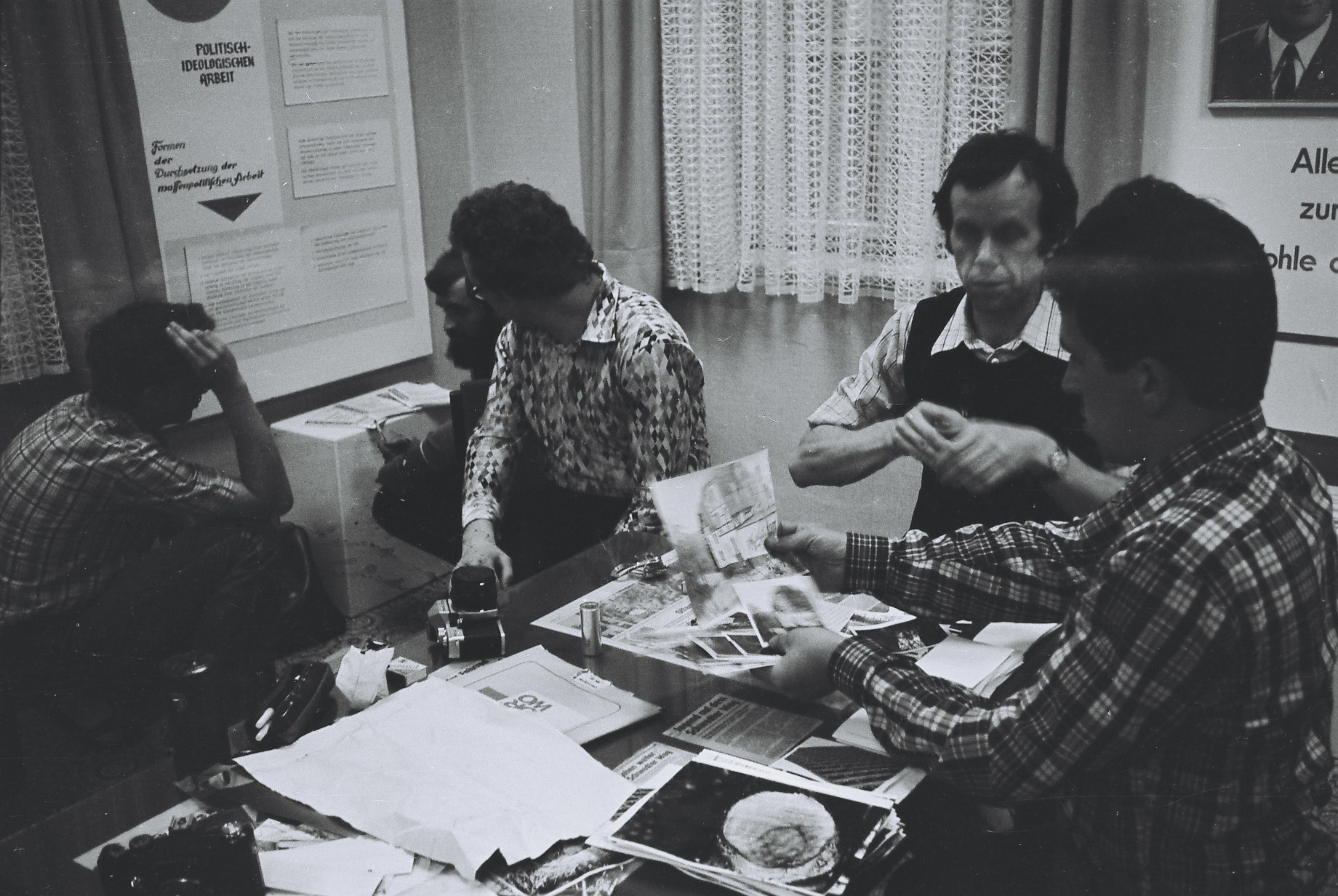
Günter Rinnhofer (2. v. r.) als Leiter des Fotozirkels Eberswalde 1981

Die folgenden Aussagen beschreiben die künstlerische Herangehensweise von Günter Rinnhofer:
- „Ich arbeite ausschließlich analog und retuschiere noch mit Pinsel.“
- „Filmkorn ist kein Manko, sondern Gestaltungsmittel, absolute Schärfe muss nicht immer sein.“
- „Ein Bild entsteht nicht in einer komplizierten Kamera, sondern im Auge des Fotografen.“

## Werke
- Hans Preuß, Horst Hering (Hrsg.): In der Schorfheide. Streifzüge zwischen Havel und Grimnitzsee, Bildband. Mit Fotografien u. a. von Günter Rinnhofer, Brockhaus-Verlag, Leipzig, 1975
- In Eigenverlag gab er seit 1991 ca. 350 Bildpostkarten heraus (Stand 2007).
- Rinnhofer / Rohlfien: Eberswalde, Wartberg-Verlag
- Rinnhofer / Rohlfien: Eberswalde (Gestern und heute – eine Gegenüberstellung), Wartberg-Verlag

## Entomologische Schriften
- Die Ohrenlerche, Eremophila alpestris (L.) im Bezirk Karl-Marx-Stadt, in: Erich Kleinsteuber: Faunistisch-ökologische Untersuchungen an Coleopteren eines Hochmoores im oberen Westerzgebirge, Museum für Naturkunde, Karl-Marx-Stadt, 1969
- Der Berghänfling, Carduelis flavirostris (L.), im Bezirk Karl-Marx-Stadt, in: Gerald Urban: David Frenzel, sächsischer Edelgestein-Inspektor zu Chemnitz, Museum für Naturkunde, Karl-Marx-Stadt, 1970.
- mit Günther Petersen, Gerrit Friese: Beiträge zur Insektenfauna der DDR, Lepidoptera – Crambidae, Institut für Pflanzenschutzforschung Eberswalde, 1973.
- Beiträge zur Insektenfauna der DDR, Lepidoptera – Pyralidae, Institut für Pflanzenschutzforschung Eberswalde, 1975.
- Beiträge zur Insektenfauna der DDR, Lepidoptera – Nymphuliane, Schoenobiinae, Acentropidae, Institut für Pflanzenschutzforschung Eberswalde, 1988.
- mit Jens Möller: Zu Naturausstattung und Entwicklungsmöglichkeiten des ehemaligen Truppenübungsplatzes Trampe bei Eberswalde. In: Landesanstalt für Großschutzgebiete Brandenburg; Senatsverwaltung für Stadtentwicklung Berlin (Hrsg.): Biotop- und Artenschutz im Naturpark Barnim (Barnim Report I) 2002, ISSN 0942-9328.